# إبشنا
قرية إبشنا أو إبشنا وبني موسى هي إحدى القرى التابعة لمركز بني سويف في محافظة بني سويف في جمهورية مصر العربية. حسب إحصاءات سنة 2006، بلغ إجمالي السكان في إبشنا وبني موسي 16273 نسمة، منهم 8443 رجل و7830 امرأة.